# Hajszam ománi szultán
Hajszam bin Tárik Ál Szaíd, arabul: هيثم بن طارق آل سعيد; tudományos átiratban: Hayṯam ibn Ṭāriq Āl Saʿīd (Maszkat, 1954. október 13.) az 1744 óta uralkodó Ál Szaíd-dinasztia tagja, Omán szultánja 2020. január 11-től. Trónra lépése előtt unokatestvére, Kábúsz uralkodása idején külügyminiszter-helyettesként, illetve a kulturális örökségért felelős miniszterként tevékenykedett.

## A kezdetek
Tajmur bin Fejszál ománi szultán unokája.
Négy gyermeke van, két fia és két lánya. Legidősebb fia, Tezin bin Hajszam Omán koronahercege. Az Oxfordi Egyetem Pembroke College-ában tanult, és 1979-ben diplomázott a Külügyi Programban (FSP).